# Lipac
Lipac (szerbül: Липац), település Bosznia-Hercegovinában, a Szerb Köztársaság északi régiójában Doboj községben. 

## Fekvése
A település Bosznia-Hercegovina északi részén, Dobojtól légvonalban 2, közúton 4 km-re délkeletre, a Boszna-folyó jobb partjától keletre és jobb oldali mellékvizétől a Sprečától délre, az Ozren-hegység lejtőin, 145-345 méteres magasságban található. A településre jellemző a dombos terep, amelyet kis patakok szabdalnak, ezért Lipac kisebb falvakra oszlik: Brđane, Bjelići, Varoš, Nikolići, Vrtlići, Jošava és Zarići. A Lipac település jellegzetes terepviszonyai miatt területén jó minőségű vízforrások találhatók. A leghíresebbek a Nikolići faluban található „Točkić” és a Vrtlići faluban található „Leksina voda”. Lipac közelében található a Goransko mesterséges tó.

## Éghajlata
Lipac a mérsékelt-kontinentális pannon zónába tartozik, ami azt jelenti, hogy a nyarak melegek, a telek mérsékelten hidegek, az éves átlaghőmérséklet pedig 10 °C. A csapadék többnyire eloszlik, és májustól júniusig terjedő időszakban a legintenzívebb. Az átlagos csapadékmennyiség 1000 és 1100 mm/m² között van.

## Népessége
| Nemzetiségi csoport | Népesség 1991 | Népesség 2013 |
| ------------------- | ------------- | ------------- |
| Szerb               | 961           | 1248          |
| Bosnyák             | 2             | 1             |
| Horvát              | 12            | 12            |
| Jugoszláv           | 33            | 4             |
| Egyéb               | 10            | 11            |
| Összesen            | 1018          | 1276          |

## Története
Nincsenek megbízható adatok arról, hogy miért kapta a település a „Lipac” nevet. Egyes állítások szerint a település nevét az illatos hársfákról kapta, amelyek egykor bőségesen voltak itt. A faluban furcsa monolitok találhatók, amelyek eredetét senki sem ismeri. A monolitok Nikolići faluban találhatók a „Katunište” réten.
A település 1878-ig tartozott az Oszmán Birodalomhoz, ekkor a berlini kongresszus határozata alapján az Osztrák-Magyar Monarchia része lett. 1879-ben az első osztrák-magyar népszámlálás során a Maglaji járáshoz és Boljanić községhez tartozó településnek 33 háztartása és 259 ortodox lakosa volt. 
1910-ben a Maglaji járáshoz tartozó településen 69 háztartást, 462 ortodox és 9 római katolikus lakost találtak. A monarchia szétesésével 1918-ban előbb a Szerb-Horvát-Szlovén Királyság, majd 1929-től a Jugoszláv Királyság része lett. 1921-ben a Maglaji járáshoz tartozó községnek 477 lakosa volt, mind ortodoxok. Az 1929-es törvény értelmében, amikor Bosznia-Hercegovinát négy banovinára, Drinskára, Vrbaskára, Zetskára és Primorskára osztották, a település a Vrbaska banovina része lett, amelynek székhelye Banja Luka volt.
A második világháborúban Jugoszlávia megszállása után a Független Horvát Állam (NDH) része lett. 
A második világháború után 1992-ig a település a szocialista Jugoszlávia keretében a Bosznia-Hercegovinai Népköztársaság része volt. A boszniai háborút lezáró daytoni békeszerződés rendelkezése alapján az ország területét felosztották a Bosznia-hercegovinai Föderáció és a boszniai Szerb Köztársaság között.  A békeszerződés utáni területmegosztási megállapodás értelmében a Boszniai Szerb Köztársasághoz és Doboj községhez került. 

## Gazdaság
A lakosok főként mezőgazdasággal, gyümölcstermesztéssel, állattenyésztéssel, méhészettel és erdőgazdálkodással foglalkoznak. Mivel Lipac a Szerb Köztársaság legnagyobb vasúti csomópontjánál fekszik, a lakosok többsége a Željeznica Republika Srpska (Szerb Köztársasági Vasút) vállalatnál dolgozik. Lipacban két kőbánya található, ahol mészkövet termelnek ki.

## Oktatás
Itt található a „Sveti Sava” Általános Iskola. A regionális iskola a doboji „Sveti Sava” (Szent Száva) általános iskolához tartozik. Az iskolában 1-4. osztályos tanulók tanulnak, az épületben két vegyes osztályokkal rendelkező tanterem található. Itt található az anyakönyvi hivatal is.

## Nevezetességei
A településen található a szerb ortodox egyház temploma, amely Szent Nedelja mártírnak van szentelve. A lipaci templomépítés ötlete a helyiektől származik, akik 1993 őszén határozták el. A templom alapjainak felszentelését Vaszilje zvornik-tuzlai püspök végezte 1994. november 22-én. A falak és a tető építése 1997-ben fejeződött be. Az építkezés befejezése után Vaszilje püspök szentelte fel a templomot 2010. július 16-án. A templom udvarán található a plébániaház, egy kápolna, az emlékoszszárium és a partizántemető.

## Fordítás
- Ez a szócikk részben vagy egészben  a(z)   Липац című szerb Wikipédia-szócikk ezen változatának fordításán alapul.  Az eredeti cikk szerkesztőit annak laptörténete sorolja fel. Ez a jelzés csupán a megfogalmazás eredetét és a szerzői jogokat jelzi, nem szolgál a cikkben szereplő információk forrásmegjelöléseként.